# Вільяррика (озеро)
Вільяррика (ісп. El lago Villarrica, друга назва — Мальялафгуен, третя, доіспанська — Мапудунгун) — озеро в провінції Каутин регіону Арауканія Чилі.
Озеро Вільяррика розташоване в південній частині середнього Чилі, у північно-західних схилів вулкана Вільяррика на висоті 230 метрів. Має льодовикове походження, із західного боку підпружене кінцевою мореною. Східний берег озера гористий, західний — пологий.
Озеро Вільяррика має форму еліпса, велика вісь якого дорівнює 22 км, а мала вісь — 11 км. Площа озера становить 173 км². Основне живлення Вільяррика отримує по річках Транкура, Пукон, Мінетуе. Стік в Тихий океан по річці Тольтен. На берегах озера розташовані міста: Пукон і Вільяррика. Озеро судноплавне для маломірних суден, катерів і яхт.
Поверхневий шар води озера прогрівається влітку до температури 19-22°С, що дозволяє займатися водними видами спорту — плаванням, веслуванням, водними лижами і вітрильним спортом.